# Bas Borreman
Bas Borreman (22 december 1980) is een Nederlandse triatleet uit Alphen aan den Rijn.
Zijn beste prestatie behaalde hij in 2006 met een tweede plaats bij de triatlon van Stein. Hierbij kwam hij in 5:49.25 over de finish. In 2008 finishte hij als tiende op de triatlon van Almere in 9:30.35.
Hij maakt deel uit van het Davilex triatlonteam en is aangesloten bij ZSC Oceanus. Verder is hij beroepsmilitair bij de Koninklijke Landmacht op het Opleidings- en trainingscentrum Logistiek bij de School Bijzondere Opleidingen te Soesterberg.

## Belangrijkste prestaties

### triatlon
- 2008: 10e triatlon van Almere - 9:30.35
- 2008: 11e NK lange afstand in Stein - 6:19.26
- 2008: 25e Ironman Lanzarote - 9.59.35
- 2007: 10e triatlon van Almere - 8.51.08
- 2007:  NK middenafstand in Nieuwkoop - 3:55.83
- 2006:  NK lange afstand in Stein - 5:49.25
- 2006: 22e EK lange afstand in Almere - 5:58.22
- 2005: 5e NK middenafstand in Nieuwkoop
- 2005:  NK militairen
- 2003: 13e NK middenafstand in Nieuwkoop
- 2002:  NK militairen
- 2001: 11e NK middenafstand in Nieuwkoop

### duatlon
- 2006:  NK lange afstand in Horst - 2:54.53
- 2007: 10e NK Powerman in Horst
- 2005: 7e NK Powerman